# エルチェの椰子園
エルチェの椰子園（スペイン語: Paimeral de Elche、バレンシア語表記:Palmerar d'Elx）は、スペイン・バレンシア州アリカンテ県エルチェにある椰子園。ヨーロッパでは最大規模の椰子園である。ユネスコの世界遺産に登録されている。
世界遺産の登録地域は144万m2で、緩衝地帯は810万m2である。約45,000本、樹齢300年以上のナツメヤシがここに植えられている。18世紀には、現在の2倍の面積と20万本以上のナツメヤシが植えられていた歴史を持つ。12月に、ナツメヤシの実は収穫される。椰子園の中で最大で幹が7本あるナツメヤシは「皇帝の椰子（Palmera Imperial）」と呼ばれている。この名前は、1894年に、この椰子園を訪れたオーストリア最後の皇帝フランツ・ヨーゼフ1世の皇后であるエリーザベトにちなんでいる。

## 歴史
この椰子園の歴史は古く、エルチェの土地にナツメヤシが植えられるようになったのは、紀元前5世紀のカルタゴの時代だと考えられている。カルタゴの後にエルチェも含めたイベリア半島全域を支配したローマ帝国、ムーア人の統治の下でも、この椰子園は生き残ってきた。
椰子園が現在の形を形成するようになったのは、後ウマイヤ朝の初代アミールアブド・アッラフマーン1世の時代にエルチェを流れるビナロポ川の水を利用するようになったからである。アブド・アッラフマーン1世は、アラブ世界特有の灌漑システムをこの椰子園に導入したことにより、年間で300mmの降水量しか降らないエルチェでもナツメヤシを育成することに成功した。アラブ世界の灌漑システムがヨーロッパで用いられたのはエルチェの椰子園だけである。レコンキスタ完了後も、エルチェの椰子園は法律のもとで保護され続けている。また、過去には椰子園の中層にザクロ、下層にムラサキウマゴヤシの多層栽培が行われた。
ナツメヤシの主な脅威は鱗翅目のPaysandisia archonとゾウムシ類のヤシオオオサゾウムシ（Rhychophorus ferrugineus）である。2005年にはヤシオオオサゾウムシの幼虫がナツメヤシに害を与えていることが発見された。

## ギャラリー

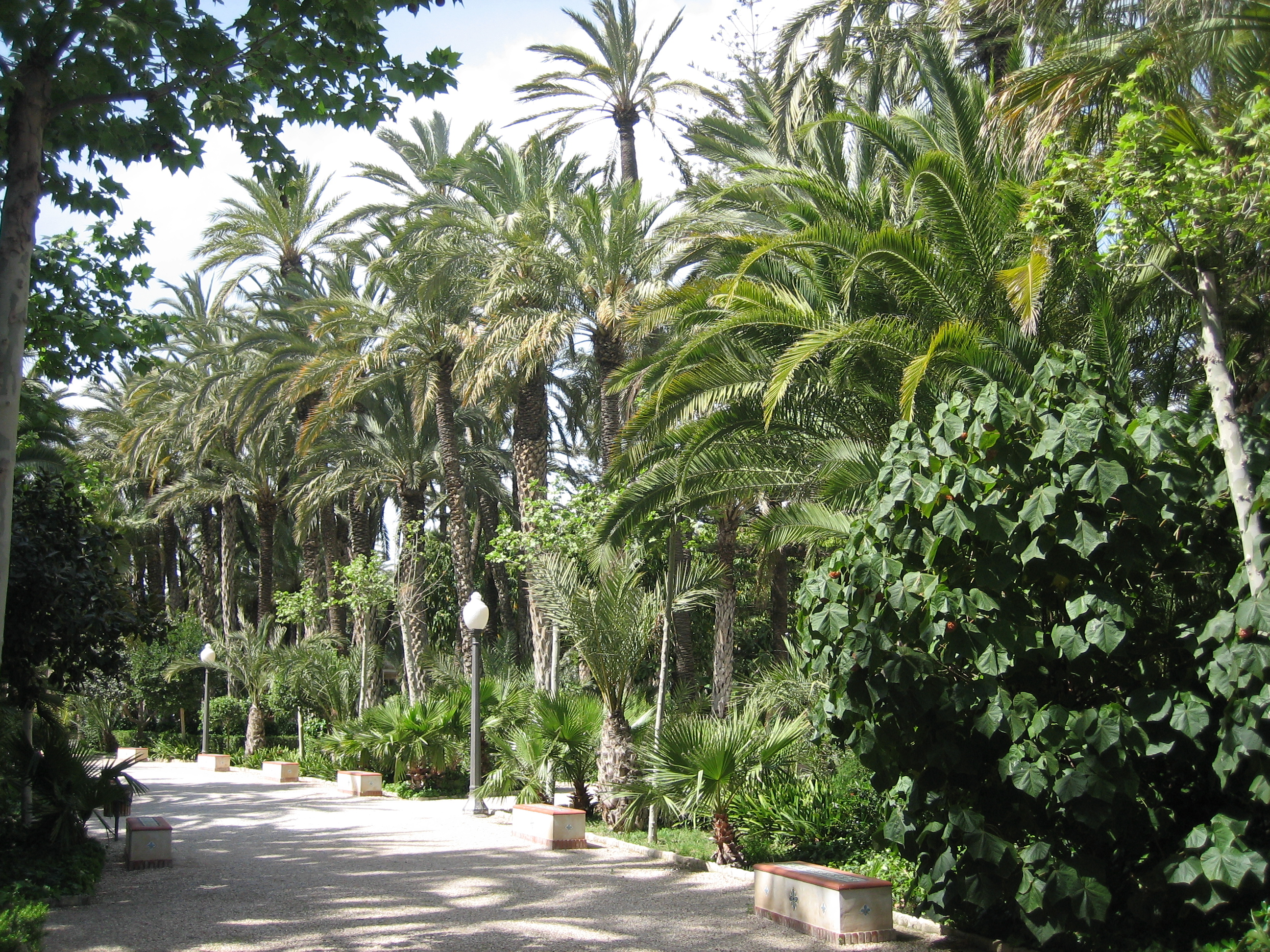
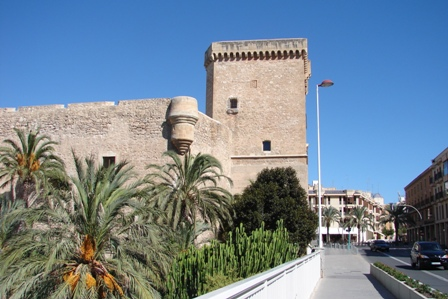
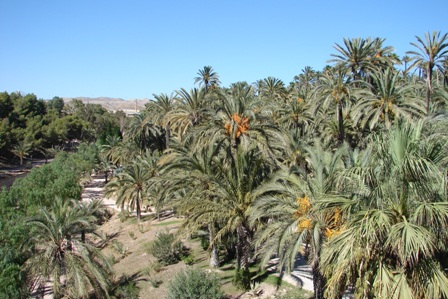

## 世界遺産

### 登録基準
この世界遺産は世界遺産登録基準のうち、以下の条件を満たし、登録された（以下の基準は世界遺産センター公表の登録基準からの翻訳、引用である）。
- (2) ある期間を通じてまたはある文化圏において、建築、技術、記念碑的芸術、都市計画、景観デザインの発展に関し、人類の価値の重要な交流を示すもの。
- (4) 人類の歴史上重要な時代を例証する建築様式、建築物群、技術の集積または景観の優れた例。